# Hierodula chinensis
Hierodula chinensis är en bönsyrseart som beskrevs av Werner 1929. Hierodula chinensis ingår i släktet Hierodula och familjen Mantidae. Inga underarter finns listade i Catalogue of Life.